# Torpilorii
Torpilorii (titlul original: în rusă Торпедоносцы, transliterat: Torpedonosțî) este un film dramatic sovietic de război, realizat în 1983 de regizorul Semion Aranovici, după romanul neterminat «Здравствуйте, Мария Николаевна» (ro: Bună ziua, Maria Nikolaevna), al scriitorului Iuri Gherman, continuat de fiul său Aleksei Gherman și Svetlana Karmalita. Protagoniștii filmului sunt actorii Rodion Nahapetov, Aleksei Jarkov, Andreï Boltnev și Tatiana Kravcenko. 
Filmul este dedicat piloților de pe bombardierele torpiloare din cel de-al Doilea Război Mondial, ai Regimentului Forțelor Aeriene ale flotei de Nord care era staționat în zona Murmansk, a luptei acestora nu numai cu navele și submarinele germane ci și a luptei cu avioanele de vânătoare care escortau convoaiele maritime.

## Rezumat
Anul 1944 în toiul războiului, un regiment de aviație navală are ca bază un mic aerodrom în nordul înghețat. Pentru toată lumea aici este și linia întâi dar din cauza izolării par a fi în spatele frontului. Piloții, bombardieri torpilori, pleacă să îndeplinească misiunile de luptă după care se întorc la familiile lor. Dar fiecare zbor poate să fie ultimul. Bombardierul trebuie să atace o navă inamică la mică altitudine și să lanseze torpila sub focul puternic al tunurilor antiaeriene inamice, fără a schimba cursul. Dacă avionul este avariat sau doborât, atunci echipajul nu are nicio șansă de supraviețuire, în apa cu gheață nimeni nu poate rezista mai mult de câteva minute. După terminarea misiunii, se întorc acasă la bucuriile sau dramele și problemele din familie, niciunul neștiind dacă va scăa în următoarea  misiune cu viață...

## Distribuție
- Rodion Nahapetov – locotenentul Alexandr Belobrov (indicativ „Mac-4”)
- Aleksei Jarkov – sergent major Fedor Cerepeț
- Andreï Boltnev – inginerul-căpitan Gavrilov
- Stanislav Sadalski – locotenentul major Dmitrienko
- Tatiana Kravcenko – Marusia
- Vera Glagoleva – Șura, soța lui Veselago
- Nadejda Lukașevici – Nastea
- Aleksandr Sirin – maiorul Plotnikov, comandant de echipaj („Mac-6”)
- Iuri Kuznețov – locotenent-colonelul Fomenko, („Mac-1”)
- Iuri Duvanov – Veselago, navigatorul echipajului Plotnikov
- Vsevolod Șilovski – maistrul Artiuhov, mecanic de aviație
- Vladimir Baranov – Siomușkin, pilot de vânătoare
- Evgeny Artemiev – mitralior al echipajului lui Plotnikov
- Serghei Behterev – inginerul locotenent-colonelul Kourockin
- Aleksandr Filippenko – generalul de aviație (ind. „Strat de flori”)
- Edouard Volodarski – căpitanul (indicativ „Mac-5”)
- Alexandr Poliakov – un pilot
- Liubov Malinovskaia – Serafima
- Elizaveta Nikișihina – mama Șurei
- Svetlana Kostiukova – asistenta
- Nikolai Dick – pilot
- Leonid Koronov – pilot militar

## Premii și nominalizări
- 1984 - Al 17 -lea Festivalul Unional de Film (Kiev) în programul de lungmetraje:[1]
  - Premiul „Pentru cel mai bun film cu teme militare-patriotice” - pentru filmul „Torpilorii”
  - Diploma juriului pentru cea mai bună imagine lui Vladimir Ilin

- 1984 Medalia de argint A. P. Dovjenko pentru Svetlana Karmalite, Semion Aranovici, Vladimir Ilin, Isaac Kaplan, Rodion Nahapetov, Aleksei Zharkov
- 1984 Diploma Bannerului Roșu Districtul militar Kiev la al XVII-lea Festival de film militar Festivalul Unional de Film (Kiev)
- Premiul de Stat al URSS din 1986.  Laureați: Svetlana Karmalita, Semyon Aranovich, Vladimir Ilin, Isaac Kaplan, Rodion Nakhapetov

## Culise
Filmul a fost turnat în localitatea arctică Poliarnîi, la Marea Barenț.
Piloții veterani din al doilea război mondial numesc acest film cel mai realist - nici înainte, nici după, nu s-au realizat filme mai credibile despre piloți militari. Și acest lucru nu este surprinzător, regizorul filmului Semion Aranovici a absolvit Școala Superioară de Aviație Navală și a ocupat funcția de navigator în aviația navală a Flotei de Nord. După un accident, a devenit regizor de film. 
Pentru filmări s-au folosit avioane din fondul Muzeului Forțelor Aeriene ale flotei de Nord din Safonovo (regiunea Murmansk). Pentru avionul IL-4, care în film are un rol important, s-au folosit părți de la patru aeronave diferite găsite în Peninsula Kola. Partea centrală a aeronavei a fost descoperită în apropiere de Krasnoșcelie, iar restul, consolele pentru motoare, direcția și echipamentul cabinei, au fost găsite în diferite locații în apropiere de Murmansk. Motoarele ASh-62IR au fost preluate de la avionul bimotor LI-2. Avionul restaurat nu a zburat, dar a reușit să ruleze independent pe aerodrom.
În film apare un Messerschmitt Bf-109 F-4 / Trop („trop” de la „tropical”, W.Nr. 10 132) doborât, care a aparținut asului german Horst Karganiko (60 victorii aeriene). În acest avion Horst la 12 august 1942 a escortat un avion de cercetare, dar interceptați de piloții ruși,  a fost lovit în luptă și a fost nevoit să facă o aterizare forțată în regiunea Murmansk. A doua zi, Horst a fost salvat cu un Fi-156 Storch. Avionul lui Horst a fost găsit accidental în 1980 în Golful Motovsky, iar apoi, cu ajutorul unui elicopter Mi-6, a fost dus la Muzeul Aviației Flotei de Nord din Safonovo, unde a fost restaurat minimal pentru expunere la muzeu. În 1983, a participat la filmările pentru „Torpilorii” unde se pot vedea în fuzelaj urmele originale de gloanțe din timpul luptei aeriene.

## Melodii din film
La fel ca și în filmul lui Leonid Bîkov, La luptă merg doar „bătrânii”, între două misiuni de luptă se cântă melodii ale acelor timpuri. Iată una din ele, intitulată ["Шоферша"]

## Gafă
Văzând posterul românesc fără să vizionezi filmul, poți să crezi că în film este vorba de submarine sau șalupe torpiloare, când de fapt este descrisă viața, pregătirea pentru luptă și ducerea la capăt a acesteia de către piloții torpilori.

## Lansare
A fost lansat în anul 1983 și a avut parte de succes comercial, fiind vizionat de 11,5 milioane de spectatori în cinematografele din Uniunea Sovietică.